# Folkert Wilken
Folkert Wilken (* 2. Februar 1890 in Aachen; † 7. September 1981 in Freiburg im Breisgau) war ein deutscher Wirtschaftswissenschaftler und Anthroposoph. Wilken war im Nachkriegsdeutschland der wichtigste akademische Vertreter der sozialen Dreigliederung. Neben zahlreichen Werken zur Sozialökonomie verfasste Wilken eine umfassende Darstellung der anthroposophischen Sozialwissenschaft.

## Biographie und Werk
Folkert Wilken absolvierte das humanistische Gymnasium in Bremen und begann 1912 nach dem Abschluss einer Banklehre mit dem Studium der Nationalökonomie und Rechtswissenschaft an der Universität Freiburg. 1923 wurde er von Hans Wohlbold und Carl Unger in die Anthroposophische Gesellschaft aufgenommen.
Nach seiner Promotion in Betriebswirtschaftslehre 1922 in München habilitierte er sich 1925 in Freiburg in Nationalökonomie und wurde 1929 zum außerordentlichen Professor ernannt.
1936 erhielt Wilken einen Ruf als Ordinarius an die TU Dresden. 1939 wurde sein Ordinariat von den Nationalsozialisten wegen seiner Mitgliedschaft in der 1935 verbotenen Anthroposophischen Gesellschaft annulliert, und er musste Dresden verlassen. So kehrte er als Privatdozent an die Universität Freiburg zurück. Nach dem Zweiten Weltkrieg wurde er rehabilitiert und wirkte dort bis zu seiner Emeritierung.
Wilken engagierte sich daneben beim Aufbau der anthroposophischen Arbeit in Freiburg mit Friedrich Husemann, Fritz Götte und Hans-Georg Schweppenhäuser. In seinem Buch Zur Wiedergeburt der Anthroposophischen Gesellschaft nahm er kritisch zu den gesellschaftsinternen Auseinandersetzungen Stellung. Zudem arbeitete er mit dem Schweizer Unternehmer Ernest Bader zusammen, der viele Anregungen von Wilkens in seinem Unternehmen Scott Bader-Commonwealth in England umsetzte.

## Werke
- Die landwirtschaftlichen Preissteigerungen in Deutschland von 1895 - 1913 unter besonderer Berücksichtigung der Viehwirtschaft, Diss. Univ. München 1922
- Grundzüge einer personalistischen Werttheorie, Jena 1924
- Volkswirtschaftliche Theorie der landwirtschaftlichen Preissteigerungen, Berlin 1925
- Der Kreislauf der Wirtschaft, Jena 1926
- Die Metamorphosen der Wirtschaft, Jena 1931
- Grundwahrheiten einer organischen Wirtschaft, Zürich 1934
- Geistesgeschichtliche Entwicklungslinien des deutschen Schicksals, Stuttgart 1948
- Selbstgestaltung der Wirtschaft, Freiburg 1949
- Die Entmachtung des Kapitals, Freiburg 1959
- Die Befreiung der Arbeit, Freiburg 1965
- Reform des Steuerwesens, Freiburg 1968
- Zur Wiedergeburt der Anthroposophischen Gesellschaft, Freiburg 1969
- Das Kapital – sein Wesen, seine Geschichte und sein Wirken, Schaffhausen 1976
- Das Kapital und das Geld, Schaffhausen 1981
- Das Kapital und die Zukunft, Schaffhausen 1981